# Третье течение
Третье течение (англ. third stream) — творческая концепция, в основе которой лежит идея синтеза «существенных свойств и техник» джазовой, западной академической («классической») и фольклорной музыки.

## Очерк специфики
Термин в 1957 г. ввёл американский валторнист, композитор и музыковед Гунтер Шуллер. Под двумя «первыми» течениями он подразумевал академическую музыку и джаз, а новый художественный феномен, по его мнению, — ни то и ни это, а нечто принципиально иное, «третье». На рубеже 1950-х и 1960-х годов Шуллер расширил понятие, включив в него (кроме джаза и академической музыки) также музыкальный фольклор и поп-музыку. Несмотря на эту эстетическую позицию (синтез нескольких равноправных по вкладу видов музыкм), которую автор понятия неоднократно отстаивал, третье течение практически реализуется как стилевое направление в джазе.
Понятие третьего течения проблемно: академическая музыка зиждется на письменной традиции (исполнитель интерпретирует  выписанные композитором ноты), а импровизация (важнейшая составляющая джаза и музыкального фольклора) спонтанна, её можно зафиксировать на письме только post factum. Даже если оставить джазмену-солисту в партитуре «место для импровизации» (наподобие того как это делали авангардисты в алеаторике), выписанное академическое сопровождение будет радикально отличаться от живого и мобильного (варьирование гармонической прогрессии и ритмоформул, тритоновые замены в партии баса, спонтанные групповые риффы и т. п.) сопровождения ансамбля в ходе джем-сессии.

## Практика третьего течения
Постулируемый в теории гибрид стилевых особенностей джаза, классики и фольклора на практике, как правило, носит внешний, декоративный характер. К третьему течению критика относит сочинения для «джазовых» инструментов (например, альт-саксофона) и симфонического оркестра и для других симфоджазовых составов. Использование классических и барочных музыкальных форм (например, рондо или фуги) в джазе, а джазовой гармонии и блюзовых нот – в классике (например, в «Рапсодии в стиле блюз» Дж. Гершвина) некоторые критики также рассматривают как основание, достаточное для отнесения художественного опуса к третьему течению.
Экспериментальные сочинения в рамках концепции третьего течения во 2-й половине 1950-х и 1-й половине 1960-х гг. писали валторнист Гунтер Шуллер,  кларнетист Джимми Джуфри (Jimmy Giuffre; 1921–2008), тромбонист Дж. Дж. Джонсон (J. J. Johnson; 1924–2001), пианист Холл Овертон (Hall Overton; 1920–1972), саксофонист Тео Масеро (1925–2008) и другие, но сколько-нибудь заметного общественного резонанса они не вызвали. Более удачными оказались опыты пианиста Джона Льюиса (с ансамблем Modern Jazz Quartet и джаз-бендом Orchestra U.S.A.), внедрявшего в свои джазовые композиции приёмы классической имитационной полифонии, как в пьесах «Versailles» (1956), «Three windows» (1957), «Vendome» (1960), «Concorde» (1963).
Влияние третьего течения в целом сказалось не в сочинениях, написанных непосредственно по следам концепции Шуллера, а позднее – в результате постепенного и естественного восприятия музыкантами идеи синтеза противоположных стилей. В 1970-е и 1980-е гг. многие произведения американских и европейских музыкантов, которых обычно относят к джазменам – Эберхарда Вебера, Ральфа Таунера, Кита Джарретта, Пата Метини, Яна Гарбарека, Терье Рипдала, невозможно однозначно классифицировать как «джазовые» или как «академические», или как «фольклорные», но можно считать отголосками третьего течения. По мнению известного американского критика и исследователя джаза Теда Джойи, «мы всё еще не наблюдаем множества джазовых фуг или свинговых сонат. По большей части, джаз и классика воспринимаются как обособленные сущности, но культурные контексты и структурные параметры этих двух идиом очень близко подошли к слиянию».